# Kan'in Naruhito
Le prince Kan'in Naruhito (閑院宮 愛仁親王, Kan'in-no-miya Naruhito-ō), 17 février 1818 – 20 octobre 1842, est le 5e chef de la lignée Kan'in-no-miya de la branche cadette shinnōke de la  maison impériale du Japon.
Il devient le 5e chef en 1828 après la mort du prince Kan'in Tatsuhito.
Parce que le prince n'a pas d'héritiers, le titre de prince Kan'in reste en sommeil à sa mort. Le 6e prince est Kan'in Kotohito, choisi en 1872 par la branche impérial Fushimi-no-miya.

## Source de la traduction
- (en) Cet article est partiellement ou en totalité issu de l’article de Wikipédia en anglais intitulé « Prince Kan'in Naruhito » (voir la liste des auteurs).